# Ptyalorhynchus coecus
Ptyalorhynchus coecus är en plattmaskart som beskrevs av Meixner J 1938. Ptyalorhynchus coecus ingår i släktet Ptyalorhynchus och familjen Cicerinidae. Arten är reproducerande i Sverige. Inga underarter finns listade i Catalogue of Life.